# Malcolm Arnold

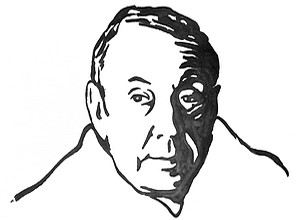
Malcolm Arnold

 Malcolm Henry Arnold (Northampton, 21 oktober 1921 - Norfolk, 23 september 2006) was een Engelse componist en trompettist.

## Levensloop
Hij studeerde met een beurs compositie en trompet aan het Londense Royal College of Music, waarna hij bij het London Philharmonic Orchestra als trompettist kwam te werken. In 1942 werd hij daar eerste trompettist. In 1945 werd hij tweede trompettist bij het BBC Symphony Orchestra. In 1946 keerde hij terug bij de Philharmonic als directeur, wat in 1969 een samenwerking met Jon Lord (Deep purple) opleverde. Hier pakte hij de rol van dirigent weer op bij het weergaloze "concert for group en orchestra" dat Lord net had voltooid. Hij legde zich later volledig toe op componeren.
In 1970 werd hij benoemd tot Doctor Honoris Causa in de Muziek aan de universiteit van Exeter.
Zijn oeuvre bestaat onder meer uit de balletmuziek voor  Solitaire, toneelmuziek voor The Tempest van Shakespeare, de ouverture Beckus the Dandipratt voor orkest, een strijkerssymfonie, negen symfonieën, concerten voor hoorn, klarinet en hobo, viool- en pianosonates, pianowerken enz. Bij het grote publiek is hij ook bekend door zijn vele composities van filmmuziek. Voor de muziek van The Bridge on the River Kwai, de River Quai-Mars, kreeg hij in 1958 een Oscar.
Malcolm Arnold overleed op 84-jarige leeftijd, op dezelfde dag dat zijn laatste werk The Three Musketeers in Bradford in première ging.

## Composities

### Werken voor orkest
- 1945 Divertimento for Orchestra opus 1
- 1946 Symphony for Strings opus 13
- 1949 Symphony No 1 opus 22
- 1951 Symphonic Study "Machines" opus 30
- 1951 A Sussex Overture opus 31
- 1953 Symphony No 2 opus 40
- 1957 Four Scottish Dances opus 59
- 1957 Toy Symphony opus 62
- 1957 Symphony No 3 opus 63
- 1960 Symphony No 4 opus 71
- 1961 Symphony No 5 opus 74
- 1966 Four Cornish Dances opus 91
- 1967 Symphony No 6 opus 95
- 1968 Anniversary Overture opus 99
- 1973 Symphony No 7 opus 113
- 1976 Philharmonic Concerto opus 120
- 1977 Variations for Orchestra opus 122
- 1978 Symphony No 8 opus 124
- 1986 Four Irish Dances opus 126
- 1986 Symphony No 9 opus 128
- 1988 Four Welsh Dances opus 138
- 1990 A Manx Suite (Little Suite No 3) opus 142
- 1992 Hobson's Choice - Concert Suite
- Symphonic Suite for Orchestra opus 12

### Werken voorharmonieorkestenbrassband
- 1950 English Dances: Set I opus 27
  1. Andantino
  2. Vivace
  3. Mesto
  4. Allegro risoluto
- 1951 English Dances: Set II opus 33
  1. Andantino
  2. Vivace
  3. Mesto
  4. Allegro risoluto
- 1952 The Sound Barrier Rhapsody opus 38
- 1953 Homage to the Queen Suite opus 42
- 1953 Flourish for a 21st Birthday opus 44
- 1955 Fanfare for a Festival
- 1955 Tam O'Shanter Overture opus 51a
- 1956 A Grand Grand Overture opus 57
- 1956 Sarabande and Polka aus dem Ballett Solitaire
- 1957 Four Scottish Dances opus 59
  1. Pesante
  2. Vivace
  3. Allegretto
  4. Con Brio
- 1957 H.R.H. The Duke of Cambridge March opus 60
- 1960 March: Overseas opus 70
- 1961 Two Symphonic Pieces opus 74a
- 1963 Little Suite for Brass-Band No. 1 opus 80
  1. Prelude
  2. Siciliano
  3. Rondo
- 1963 Prelude, Siciliano und Rondo
- 1964 Water Music opus 82
  1. Allegro maestoso
  2. Andantino
  3. Vivace
- 1966 Four Cornish Dances opus 91
- 1967 Little Suite for Brass-Band No. 2 opus 93
  1. Round
  2. Cavatina
  3. Galop
- 1967 Coronation March (Thomas Merritt)
- 1967 The Padstow Lifeboat March opus 94
- 1967 Peterloo Overture opus 97
- 1972 Song of Freedom voor koor en harmonie-orkest
- 1973 Fantasy for Brass-Band opus 114a
- 1978 Symphony for Brass opus 123
- 1988 Robert Kett Overture opus 141
- 1989 Flourish for a Battle opus 139
- 1992 The Inn of the Sixth Happiness (Suite)
- A Flourish. opus 112
- Allegretto and Vivace for Concert Band opus 40a
- Anniversary Overture opus 99
- Attleborough opus 78a
- Little Suite for Brass Band No. 3 opus 131
- The Fair Field Overture opus 110

### Filmmuziek
- Onder meer Nine Hours to Rama, The River Kwai March